# Václav Kaprál
Václav Kaprál (ur. 26 marca 1889 w Určicach, zm. 6 kwietnia 1947 w Brnie) – czeski kompozytor, pianista i pedagog.

## Życiorys
W latach 1907–1910 kształcił się u Leoša Janáčka w szkole dla organistów w Brnie. W 1911 roku założył własną szkołę muzyczną, w której uczył gry na fortepianie. Uzupełniające studia muzyczne odbył w latach 1919–1920 w Pradze u Vítězslava Nováka (kompozycja) i Adolfa Mikeša (fortepian) oraz w latach 1924–1925 w Paryżu u Alfreda Cortota. Od 1925 do 1936 roku wykładał na Uniwersytecie w Brnie, następnie został wykładowcą brneńskiego konserwatorium. Od 1935 roku był członkiem Czeskiej Akademii Nauk i Sztuk (Česká akademie věd a umění). W 1936 roku został wybrany na wiceprzewodniczącego sekcji czechosłowackiej Międzynarodowego Towarzystwa Muzyki Współczesnej. Podczas II wojny światowej był przez trzy lata więźniem obozu koncentracyjnego w Svatobořicach. Po wojnie wrócił do pracy pedagogicznej, był jednym z organizatórów Akademii Sztuk Scenicznych im. Leoša Janáčka w Brnie.
Początkowo tworzył w stylistyce romantycznej, z czasem pod wpływem Janáčka i Nováka zaadaptował nowsze środki dźwiękowe.
Jego córką była kompozytorka Vítězslava Kaprálová.

## Wybrane kompozycje
(na podstawie materiałów źródłowych)

### Utwory orkiestrowe
- Svatební pochod (1923)
- Dvě idylky na orkiestrę smyczkową (1931)

### Utwory kameralne
- 2 kwartety smyczkowe I (1925, II z barytonem 1927)
- Ballada na wiolonczelę i fortepian (1946)

### Utwory fortepianowe
- 4 sonaty (I 1912, II 1921, III 1924, IV 1939)
- Ukolébavky jara (1917)
- Suita romantica (1918)
- Miniatury (1922)
- Con duolo na fortepian na lewą rękę (1926)
- 3 sonatiny (I 1930, II 1936, III 1943)
- Fantazja (1934)

### Utwory wokalno-instrumentalne
- Pro ni na głos, fortepian, 2 skrzypiec i altówkę (1927)
- Píseň podzimu na głos i kwartet smyczkowy (1929)
- Uspávanky na głos i orkiestrę smyczkową (1932)
- Milodějné kvítí na sopran i alt z fortepianem (1942)
- Česká mše chór mieszany i organy (1943)